# Severed (videójáték)
A Severed 2016-ban megjelent akció-kalandjáték, melyet a DrinkBox Studios fejlesztett és jelentetett meg PlayStation Vita, Wii U, iOS, Nintendo 3DS és Nintendo Switch platformokra.

## Fogadtatás
| Összegzőoldal | Értékelés |
| ------------- | --------- |
| Metacritic    | 83/100    |

| Szerző         | Értékelés |
| -------------- | --------- |
| Destructoid    | 9,5/10    |
| EGM            | 8,5/10    |
| GameSpot       | 8/10      |
| Hardcore Gamer | 4,5/5     |
| IGN            | 6,4/10    |
| Polygon        | 9/10      |
| USgamer        | [ 8 ]     |

A játék általánosságban kedvező kritikai fogadtatásban részesült, a Metacritic gyűjtőoldalon 59 értékelés alapján 83/100-as pontszámon áll.